# Yusnier Viera
Pour les articles homonymes, voir Viera.
Yusnier Viera (né le 26 avril 1982) est un calculateur mental cubano-américain. Il est connu sous le surnom du « Calendrier humain » pour son record du monde aux dates du calendrier.

## Biographie
Yusnier Viera est né en 1982 à Bejucal, à Cuba. Il a été professeur d'analyse numérique à la Faculté de mathématiques et calcul de l'université de la Havane de 2005 à la fin 2007, quand il émigre aux Etats-Unis.
Le surnom de « Calendrier humain » vient de son aptitude à retrouver le jour calendaire d'une date donnée, en un temps record : par exemple pour le 26 avril 1982, la réponse est lundi. Le calcul calendaire de la coupe du monde consiste à retrouver le jour de la semaine correspondant une date déterminée, avec deux séries de dates entre les années 1600 et 2100, chacune en une minute. Le 31 octobre 2005, il bat pour la première fois le record du monde des calculs calendaires. À la Coupe du monde de calcul mental (en) en 2010, il a remporté la catégorie calendrier. Il a actuellement trois records du monde pour les calculs de calendrier ,, notamment en ayant retrouvé 140 dates en une minute.
Viera est apparu dans des chaînes de télévision prestigieuses comme CNN et ABC et il est apparu dans la série internationale Discovery Channel "Superhuman Showdown" (bande-annonce ). Au début de 2014, il a participé à l'émission latino-américaine "Super Cerebros" de NatGeo. Il a remporté le premier tour et quatre mille cinq cents dollars de prix en espèces, atteignant le dernier tour du spectacle.
En raison de ses compétences extraordinaires, les neuroscientifiques de l’Université du Sussex ont procédé à des examens IRMf de son cerveau. Dans l’étude, il a également complété une version informatisée du test des matrices progressives de Raven avec un QI de 157 (avec un écart type de 15). Les scientifiques ont conclu que son expertise résultait d'une pratique et d'une motivation à long terme.
En 2016, Yusnier a participé à l'émission "Superhumans" de la Fox, où il a présenté une nouvelle compétence appelée "maths flash". Plus tard, il a été invité à l'émision "The Ellen DeGeneres Show" pour une démonstration impressionnante.
Récemment, il a publié les livres Basic Course of Mental Arithmetic et Master the Multiplication Tables.

### Émissions de télévision
| Année | Titre                | Réseau                             |
| ----- | -------------------- | ---------------------------------- |
| 2012  | Super Human Showdown | Discovery Channel                  |
| 2014  | Super Cerebros       | NatGeo                             |
| 2016  | The Brain            | Fox Channel                        |
| 2016  | The Ellen Show       | CBS, American Broadcasting Company |